# 堤亞高·馬亞
堤亞高·馬亞·艾蘭卡（葡萄牙語：Thiago Maia Alencar；1997年3月23日—），简称堤亞高·馬亞（葡萄牙語：Thiago Maia），是一名巴西職業足球員，司职防守中場，現時被巴甲球隊法林明高外借至國際體育會。

## 球會生涯

### 山度士
堤亞高·馬亞出生於巴西的博阿維斯塔。2010年8月，他遷往聖保羅居往，並加入了聖卡坦奴的青年隊，其後轉投的青年軍受訓。
2014年10月25日，堤亞高·馬亞首次為一線隊上陣，在巴西甲組足球聯賽對陣時入替，最終球隊以1比1與對手打成平手。因為一線隊有成員受傷，堤亞高·馬亞獲得更多上陣的機會。由6月起，他開始成為球隊的正選十一人之一，表現獲得讚許。
2015年8月22日，堤亞高·馬亞攻入生涯首球，協助球隊以5比2大勝艾華爾。經過長時間的談判，他於10月13日與球隊續約，新合約生效至2019年。

### 里爾
2017年7月15日，堤亞高·馬亞轉會至法國足球甲級聯賽球队里爾，轉會費為約1400萬歐元
。

## 國家隊生涯
在巴西U17的成員一段時間後，於2014年12月26日，堤亞高·馬亞成為巴西U20其中一員，與加比爾·巴保沙一起出戰2015年南美洲青年足球錦標賽。
2016年6月29日，堤亞高·馬亞成為巴西參加里約熱內盧奧運足球項目的其中一員，並成為羅賴馬州首位參加此項目的人。

## 生涯統計
最後更新：2016年9月6日
| 球會     | 賽季     | 聯賽             | 聯賽 | 聯賽 | 聖保羅州足球聯賽 | 聖保羅州足球聯賽 | 杯賽 | 杯賽 | 洲際賽事 | 洲際賽事 | 其他 | 其他 | 總計 | 總計 |
| 球會     | 賽季     | 聯賽             | 出場 | 入球 | 出場             | 入球             | 出場 | 入球 | 出場     | 入球     | 出場 | 入球 | 出場 | 入球 |
| -------- | -------- | ---------------- | ---- | ---- | ---------------- | ---------------- | ---- | ---- | -------- | -------- | ---- | ---- | ---- | ---- |
|          | 2014     | 巴西甲組足球聯賽 | 1    | 0    | —                | —                | 0    | 0    | —        | —        | —    | —    | 1    | 0    |
| 2015     | 28       | 巴西甲組足球聯賽 | 2    | 0    | 0                | 9                | 0    | —    | —        | —        | —    | 37   | 2    |      |
| 2016     | 30       | 巴西甲組足球聯賽 | 0    | 17   | 0                | 4                | 0    | —    | —        | —        | —    | 51   | 0    |      |
| 總計     | 總計     | 59               | 2    | 17   | 0                | 13               | 0    | —    | —        | —        | —    | 89   | 2    |      |
| 生涯總計 | 生涯總計 | 生涯總計         | 59   | 2    | 17               | 0                | 13   | 0    | —        | —        | —    | —    | 89   | 2    |

## 榮譽

### 俱樂部
山度士
- 巴西聖保羅州聯賽：2016年

### 國家隊
巴西
- 奧運會足球項目金牌：2016年

### 個人
- 巴西聖保羅州聯賽最佳陣容：2016年[10]

## 外部連結
- 山度士官方網頁 （葡萄牙文）
- Soccerway資料庫：堤亞高·馬亞